# ماليي
ماليي (بالإيطالية: Maglie)‏ هي بلدة وبلدية في مقاطعة ليتشي في إقليم بوليا في جنوب إيطاليا.

## السكان
في سنة 1861 بلغ عدد السكان 5٬202 نسمة، وتطور العدد ليصل في سنة 2011 لـ 14٬819 نسمة.
يظهر هذا المخطط البياني تطور النمو السكاني لـ ماليي

## أعلام
- ألدو مورو
- سالفاتوري توما
- فرانكو كوبولا